# Andrew Edmondson
Andrew Edmondson (nascido em 24 de junho de 1990) é um atleta paralímpico australiano que compete na modalidade rugby em cadeira de rodas. Conquistou a medalha de ouro nos Jogos Paralímpicos de Verão de 2016 no Rio de Janeiro, após derrotar a equipe norte-americana de rugby em cadeira de rodas por 59 a 58 na final, realizada na Arena Carioca 1.